# Jüdischer Friedhof (Michálkovice)
Koordinaten: 49° 50′ 22″ N, 18° 20′ 34″ O

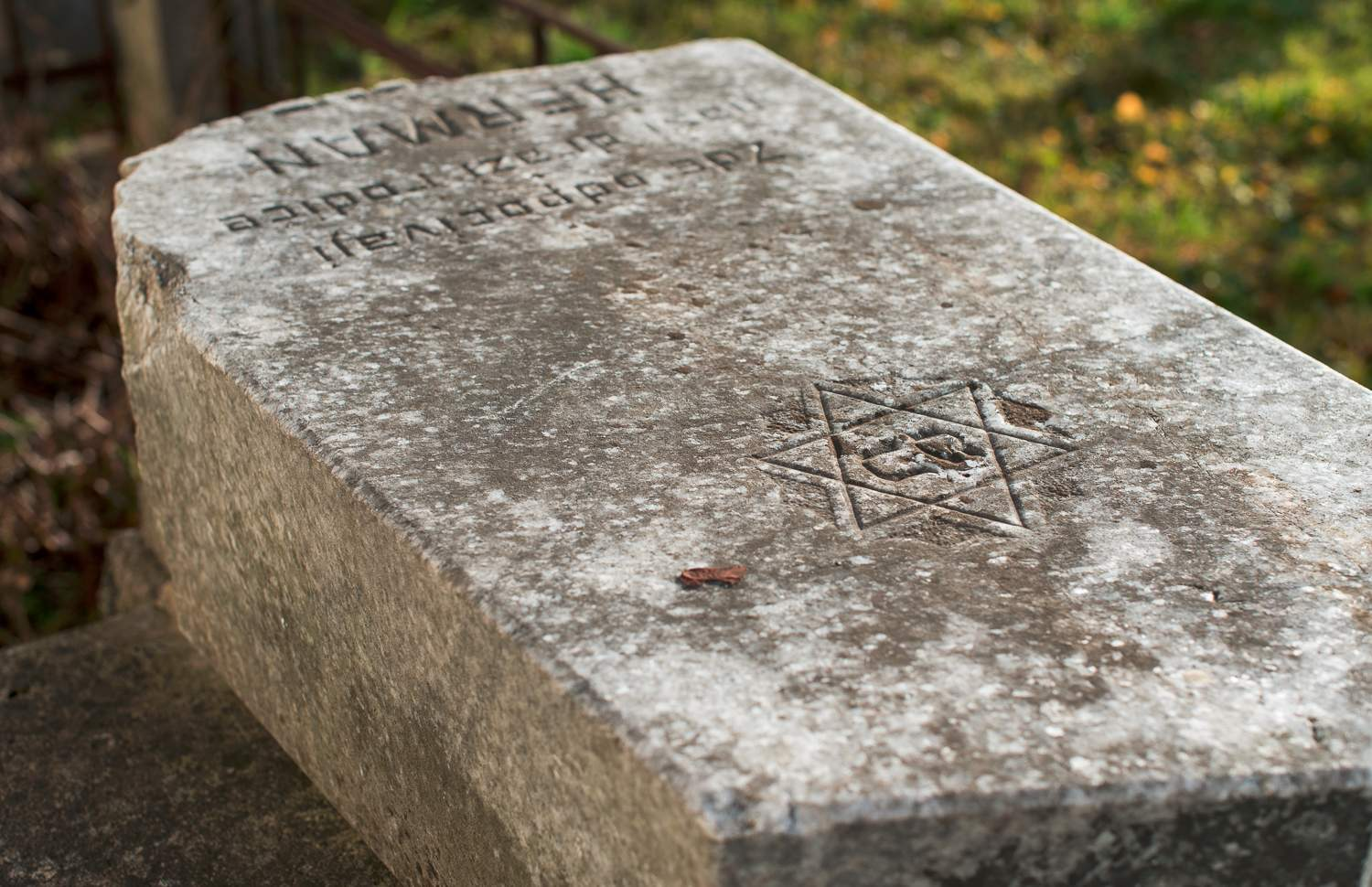
Grabstein auf dem jüdischen Friedhof in Michálkovice

Der Jüdische Friedhof in Michálkovice (deutsch Michalkowitz), einem Stadtteil von Ostrava im tschechischen Okres Ostrava-město der Region Mährisch-Schlesien, wurde 1901 angelegt. Der jüdische Friedhof liegt in der Ortsmitte.
Im Jahr 1900 machten die 107 Juden 1,7 % der Ortsbewohner aus.